# Літографський олівець

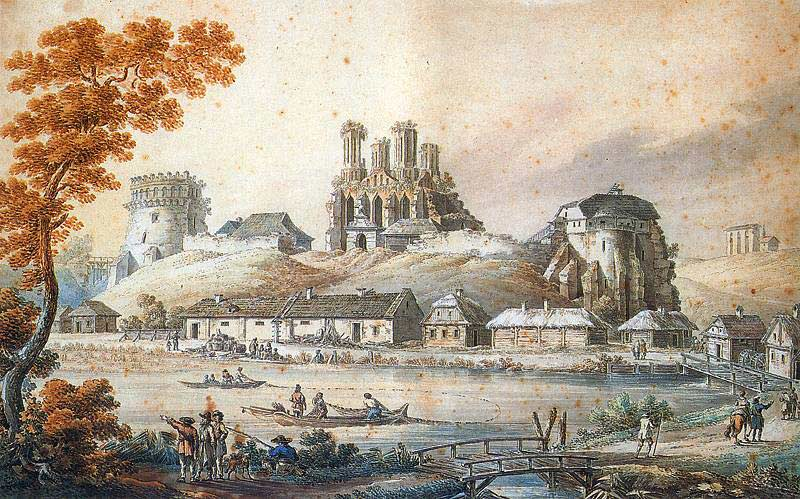
Наполеон Орда. Острозький замок. Розфарбована аквареллю літографія

Літографський олівець  — спеціальний олівець, який містить хімічні речовини, для малювання на літографському вапняному камені чи металевій пластині. У XIX столітті його широко застосовували для створення гравюр-літографій, але вже в XX столітті у зв'язку з удосконаленням процесу створення літографій стає менш вживаним.
Існує різновид літографії, для створення якої літографський олівець не потрібен — фотолітографія.
До складу класичного літографського олівця входили:
- попіл (або інший чорний пігмент)
- мило (зазвичай натрієве)
- шелак
- віск.

Для створення малюнка на літографському камені також використовували літографську туш, важливим є те, що оригінальна робота на камені повинна бути завжди чорно-білою, незважаючи на колір фарб, використанних для здійснення відбитка, а матеріал для нанесення малюнка повинен містити жирові компоненти. До винайдення у XIX столітті кольорової літографії чорно-білі літографії розфарбовували аквареллю.

## Галерея

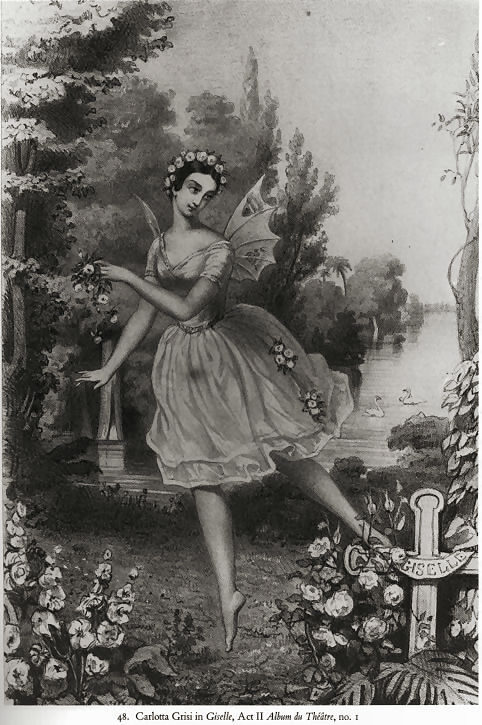
Анонім, Карлотта Грізі в балеті «Жизель», 1842, літографія
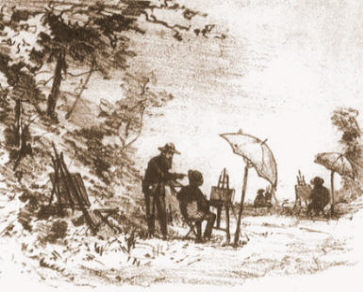
Анджело Агостіні, художники на пленері, 1888, літографія
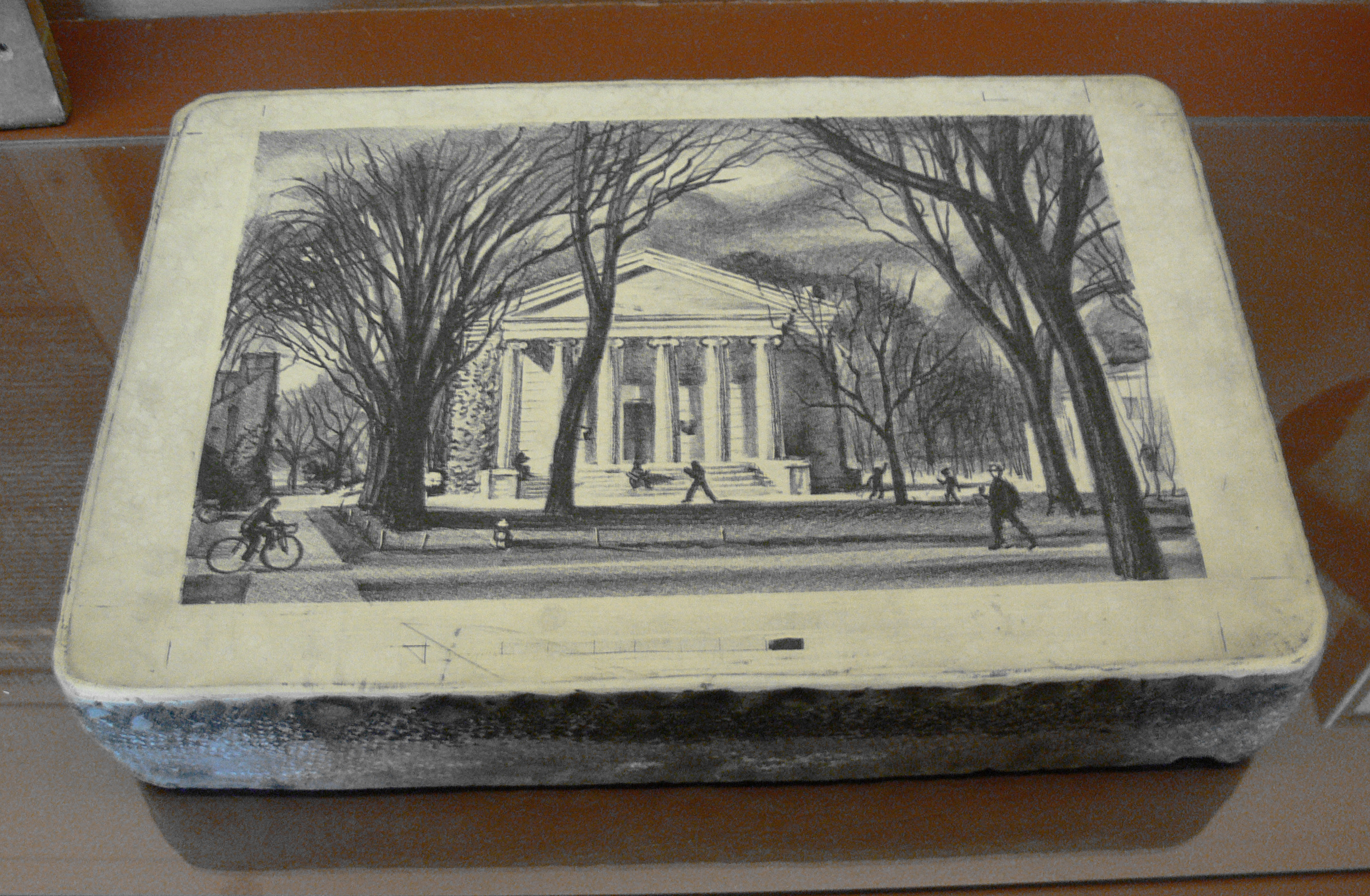
Зображення на літографському камені, бібліотека Принстонського університету
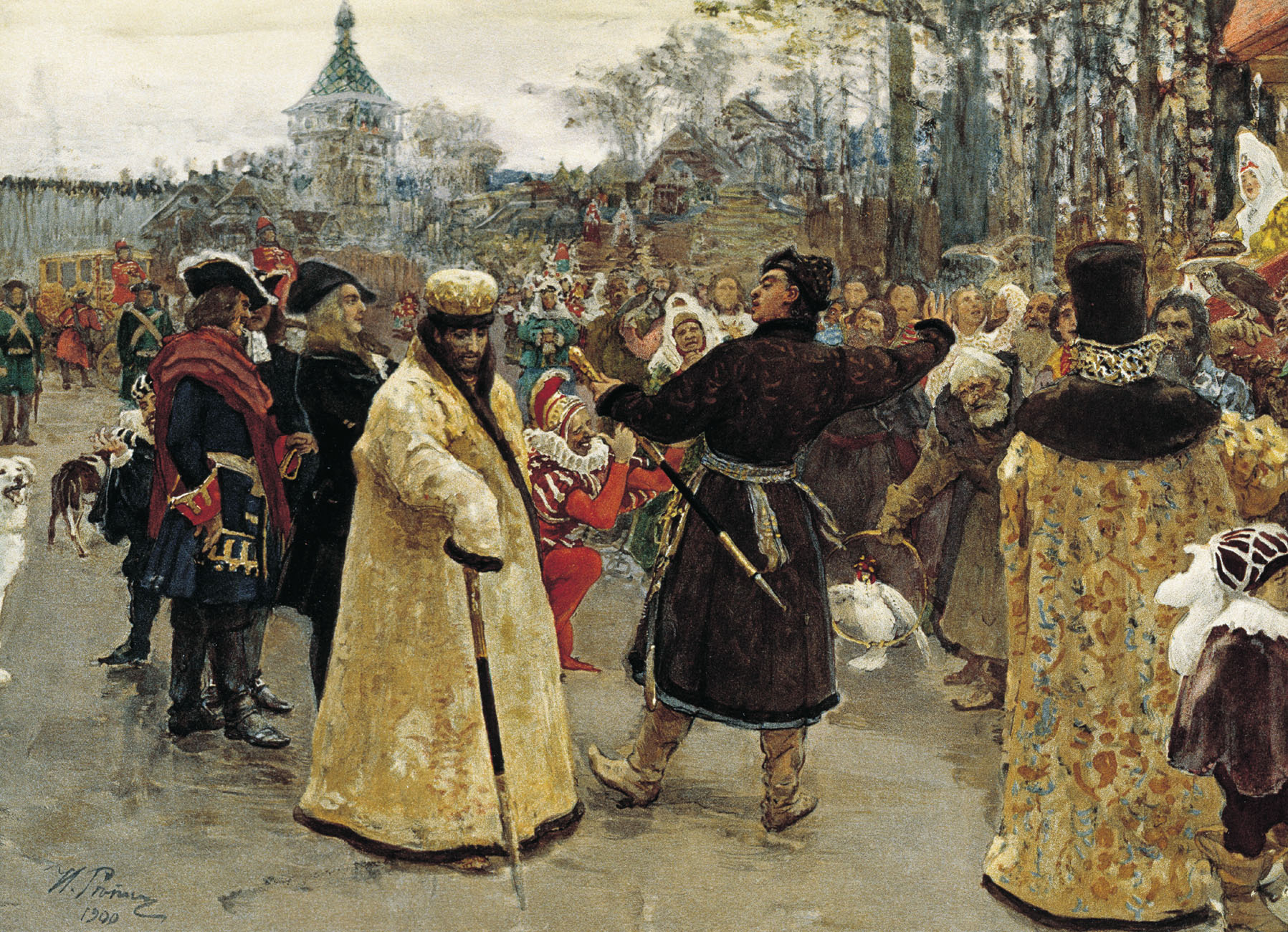
Рєпін І.Ю. «Два царі Петро І та Іван  V», 1900, розфарбована аквареллю літографія